# Osman Lins
Osman Lins, ovvero Osman da Costa Lins (Vitória de Santo Antão, 5 luglio 1924 – San Paolo, 8 luglio 1978), è stato uno scrittore brasiliano.
Egli è considerato uno degli innovatori trainanti della letteratura brasiliana del XX secolo. Si laureò presso l'Università federale di Pernambuco a Recife nel 1946 in economia e finanza e lavorò come impiegato di banca dal 1943 fino a 1970. Dal 1970 al 1976 insegnò letteratura.
Il suo primo romanzo, O Visitante (letteralmente, "il visitatore"), fu pubblicato nel 1955. La sua ultima pubblicazione gli diede fama internazionale e consolidò la sua reputazione. I suoi lavori più famosi sono la raccolta di brevi racconti Nove, Novena (1966, letteralmente "nove, noni"), il romanzo Avalovara (1973) e il romanzo/saggio A Rainha dos Cárceres da Grécia (1976, letteralmente "la regina nelle prigioni greche").
Lins ricevette i tre maggiori premi letterari del Brasile, tra i quali il Premio Coelho Neto dell'Accademia brasiliana delle lettere.

## Opere
- O Visitante, romanzo, 1955;
- Os Gestos, racconto, 1957;
- O Fiel e a Pedra’, romanzo, 1961;
- Marinheiro de Primeira Viagem, 1963;
- Lisbela e o Prisioneiro, teatro, 1964;
- L'isola nello spazio (A ilha no espaço, 1964);
- Nove, Novena, racconti, 1966;
- Um Mundo Estagnado, saggio, 1966;
- Capa-Verde e o Natal, teatro per bambini, 1967;
- Guerra do Cansa-Cavalo, teatro, 1967;
- Guerra sem Testemunhas — o Escritor, sua Condição e a Realidade Social, saggio, 1969;
- Avalovara, romanzo, 1973;
- Santa, Automóvel e o Soldado, teatro, 1975;
- Lima Barreto e o Espaço Romanzoesco, saggio, 1976;
- A Rainha dos Cárceres da Grécia, romanzo, 1976;
- Do Ideal e da Glória. Problemas Inculturais Brasileiros, collana di articoli e saggi, 1977;
- La Paz Existe? : literatura de viagem, em parceria, insieme a Julieta de Godoy Ladeira, 1977;
- O Diabo na Noite de Natal: letteratura infantile, 1977;
- Missa do Galo, Variações Sobre o Mesmo Tema, Organização e Participação, 1977;
- Casos Especiais de Osman Lins, racconti adattati alla televisione, 1978, tratti da: A Ilha no Espaço, Quem Era Shirley Temple? e Marcha Fúnebre;
- Evangelho na Taba. Problemas inculturais brasileiros II, collana di articoli, saggi e interviste, insieme a Julieta de Godoy Ladeira, 1979;
- Domingo de Páscoa, romanzo, 1978.